# アレカヤシ
アレカヤシ（学名：Dypsis lutescens、シノニム：Chrysalidocartpus lutescens）は、ヤシ科の植物の一種。別名ヤマドリヤシ、和名はコガネタケヤシ(黄金竹椰子)。原産国はマダガスカル、アフリカ等熱帯雨林気候地区。

## 特徴・生態
原種は10m以上にもなる高木。雌雄異株。樹幹は束生し、淡黄色から灰褐色で白粉をかぶり竹稈状になる。幹は時折分枝し、この部分から根を出すこともある。比較的手頃なサイズの物が国内で観葉植物として流通しており、飼育管理も容易なため、飲食店や公共施設等においてもよく見られる人気種である。約3000種程の種類があるが多くの場合名称がアレカヤシで一般認知されており、現在においてはアレカ属（Areca, 和名ビンロウ属）とは関係が無い事が判明しており、本種がアレカ属分類されていた頃の名残りである。国内にも数種が自生している。
ヤシの名称通り殻に包まれた種子が生る。果実は卵形から楕円形で、長さ約2cm。橙黄色から黒紫色に熟す。原生地域では鳥類や蝙蝠等の小動物の食料元となるが、現在においてはヒト用の食用には利用されない。害虫はカイガラムシ等。

## 分布
原産国であるマダガスカル、アフリカ等熱帯雨林気候地域、及びインド太平洋地域。国内においては小笠原諸島への生態系侵入が確認されている。

## 利用
亜熱帯原産の植物であり、寒さには弱く、長期飼育する際は最低10℃以上の気温維持が必要となる。屋外での飼育では非常に大きく育てることも出来、観葉植物としての育成は容易とされるが、温暖な地域以外での越冬は難しいとされる。他のヤシ科の植物同様、耐陰性を持ち日陰でも育成が可能だが、日光不足となる場合もあるので、適度に明るい場所に置く事も必要である。その際の直射日光により“葉焼け”を起こすので、カーテン越しや半日陰に置くようにする。